# سینه‌سرخ آبی هندی
سینه‌سرخ آبی هندی (نام علمی: Luscinia brunnea) نام یک گونه از سرده مه‌سراینده‌ها است.